# Komi Sélom Klassou
Komi Sélom Klassou (Notsé, 10 febbraio 1960) è un politico togolese.
È il Primo ministro del Togo dal giugno 2015.
Dal 2007 al 2015 ha ricoperto la carica di Vice-Presidente dell'Assemblea nazionale.
Precedentemente è stato Ministro della cultura, della gioventù e dello sport (2000-2003) e Ministro dell'educazione primaria e secondaria (2003-2007).

## Biografia
Era nato a Notsé nella prefettura di Haho. Fu nominato ministro della cultura, della gioventù e dello sport nel governo nominato l'8 ottobre 2000, una posizione che mantenne fino a quando fu nominato ministro dell'istruzione primaria e secondaria in il governo è stato nominato il 29 luglio 2003. Ha anche guidato la campagna di Faure Gnassingbé nelle elezioni presidenziali dell'aprile 2005 e dopo la Corte costituzionale dichiarata a Gnassingbé il vincitore delle elezioni, che fu discusso dall'opposizione, Klassou la definì "una grande vittoria per il popolo del Togo". 
Klassou ha servito come ministro dell'istruzione primaria e secondaria per più di quattro anni. Era il primo candidato nella lista dei candidati del Gruppo Popolare di Tongo dalla prefettura di Haho alle elezioni parlamentari nell'ottobre 2007 ed è stato vittorioso. Il 24 novembre 2007, è stato eletto come primo vicepresidente dell'Assemblea nazionale, è stato sostituito nella sua carica ministeriale nel governo nominato il 13 dicembre 2007. 
Klassou era un membro dell'Agenzia politica dell'RPT.
Dopo le elezioni parlamentari di luglio 2013, Klassou è stato rieletto come primo vice presidente dell'Assemblea nazionale il 2 settembre 2013. 
Dopo la rielezione del presidente Gnassingbé alle elezioni presidenziali dell'aprile 2015, ha nominato Klassou primo ministro il 5 giugno 2015. Klassou ha preso il comando il 10 giugno 2015, succedendo a Kwesi Ahoomey-Zunu La composizione del nuovo governo sotto Klassou, che comprendeva 23 ministri, è stata annunciata il 28 giugno 2015.